# Tetralycosa alteripa
Tetralycosa alteripa là một loài nhện trong họ Lycosidae.
Loài này thuộc chi Tetralycosa. Tetralycosa alteripa được Fernando McKay miêu tả năm 1976.